# 知多市立中央図書館
知多市立中央図書館（ちたしりつちゅうおうとしょかん）は、愛知県知多市岡田宝ノ脇22番地にある公共図書館。
2016年度末の蔵書数は336,837冊、2016年度の貸出数は546,536冊だった。

## 歴史

### 図書館条例制定前(1939-1980)
1939年（昭和14年）12月22日に田中広太郎愛知県知事の認可を得て、知多郡八幡町（現・知多市）の八幡第一尋常高等小学校（現・知多市立八幡小学校）内に八幡町立図書館が設置された。図書館は小学校の応接室の隣の一角にあり、小学校長が図書館長を兼任、教員が司書を兼任した。設置当時の予算は30円、うち図書購入費は224円であり、1939年度（昭和14年度）末の蔵書数は124冊だった。
太平洋戦争後の1947年（昭和22年）4月1日には学制改革にともなって、蔵書が八幡町立八幡中学校（現・知多市立八幡中学校）に移管された。専用の図書室は存在せず、廊下の約1坪のスペースに書棚が置かれていた。1947年（昭和22年）時点の蔵書数は209冊だった。
1955年には八幡町・岡田町・旭町が合併して知多町が発足した。1956年（昭和31年）8月4日には図書館の管理及び事務のすべてが中学校長から八幡公民館長に引き継がれ、蔵書が知多町役場八幡支所に移管された。
1970年（昭和45年）には知多郡知多町が市制施行して知多市となり、知多市立八幡図書館と改称した。1972年（昭和47年）5月1日には知多市八幡公民館（現・八幡コミュニティセンター）が新築竣工し、蔵書が八幡公民館の図書室に移管された。知多市八幡公民館は名鉄常滑線寺本駅から南に500mの場所にあった。
1980年（昭和55年）の知多市立中央図書館開館後、知多市立八幡図書館は知多市立八幡公民館図書室に改称している。知多市が図書館条例を制定したのは1980年4月1日のことであり、それまでは図書館法における「図書館」ではなかった。1980年（昭和55年）3月31日時点の蔵書数は10,589冊だった。

### 知多市立中央図書館(1980-)
知多市は1978年（昭和53年）10月に図書館の建設構想を打ち出し、12月に基本構想を策定した。1979年（昭和53年）1月から3月に設計を行い、3月には石油貯蔵施設設立地対策等交付金を図書館建設に充てることが決定している。6月には建築工事に着工し、1980年（昭和55年）3月に竣工。3月には図書館条例を制定し、8月に知多市立中央図書館が開館した。開館時の蔵書数は30,011冊だった。
開館後の10月には月刊の『図書館だより』の発行を開始し、11月には図書館ボランティアの養成を開始した。1981年（昭和56年）3月には6か所のステーションを巡回する移動図書館車の運行を開始した。1981年9月には開館1周年記念講演「本に親しむみんなの集い」を開催した。1982年（昭和57年）10月には小説家の城山三郎が講演した。1985年（昭和60年）10月には開館5周年記念講演として児童文学者の勝尾金弥が講演した。1986年（昭和61年）4月には日本図書館協会から東海北陸ブロックの市立図書館92館の中でベスト1の評価を受けた。
1987年（昭和62年）8月には第1回図書館まつりを開催し、図書館まつりは1993年（平成5年）まで年1回開催されている。1996年（平成8年）3月には移動図書館者の運行を終了した。1998年（平成10年）5月には知多郡岡田町出身の歴史学者であり知多市名誉市民の竹内理三コーナーを充実させた。1999年（平成11年）4月には開館時間を19時まで延長し、貸出点数を10点に増やした。開館時間を19時とするのは、東海市の東海市立中央図書館に次いで知多半島5市5町で2例目である。1999年度には4000万円の予算を投じて、54台分だった駐車場を35台分増やして89台分とした。「こども読書年」とされた2000年（平成12年）10月には児童文学者の斎藤惇夫が講演した。
2003年（平成15年）4月1日には竹内理三の遺族から知多市に文化勲章・著作・天皇から贈られた銀杯などの遺品が寄贈され、文化勲章の現物はしばらくの間図書館内に展示されていた。同年7月にはインターネット用パソコンが設置された。2006年（平成18年）2月には前年に芥川賞を受賞した中村文則（知多市に隣接する東海市出身）による文学講演会が行われた。2007年（平成19年）7月にはインターネット予約サービスを開始した。2008年（平成20年）4月には前年に芥川賞を受賞した諏訪哲史（名古屋市出身）による文学講演会が行われた。諏訪の芥川賞受賞作『アサッテの人』を録音図書にしようと許諾を得る際に講演会の話が持ち上がったという。

#### 指定管理者制度導入後
2009年（平成21年）4月には図書館の運営に指定管理者制度を導入し、2009年度（平成21年度）から2011年度（平成23年度）の3年間は大新東ヒューマンサービス株式会社が指定管理者となった。これを機に10時だった開館時間が9時に早められている。2010年（平成22年）1月には高齢者や障害者向けの宅配貸出サービスを開始した。知多半島5市5町では東浦町の東浦町中央図書館が障害者向けに類似のサービスを展開していたが、高齢者も対象とするのは知多市立中央図書館が知多半島で初である。開館から30年を迎えた2010年度（平成22年度）には、児童向け・一般向け・英文多読向けの3種類の読書手帳の配布、絵本作家のあきやまただしによる絵本ライブ（7月）、製本業者による本作り講座、館内施設見学ツアー、保護シート貼付の仕事体験など、本年度限りのイベントを数多く開催した。2010年（平成22年）8月から蔵書へのICタグの貼付を進め、11月にはICタグを利用した自動貸出機とセキュリティゲートの運用を開始した。2011年（平成23年）3月にはエッセイストの内藤洋子による文学講演会が開催された。7月には歴史小説家の桐野作人による歴史講演会が開催され、8月には日本多読協会理事の宮下いづみによる英語多読講座が開催された。
2012年度（平成24年度）から2013年度（平成25年度）の3年間は株式会社図書館流通センターが指定管理者となった。これを機にデータベースの閲覧サービスを導入し、月曜日が祝日だった場合にも翌日を開館日とした。2012年（平成24年）5月には童話作家の角野栄子による作家講演会が開催され、2013年（平成25年）3月には教育者の宮本延春による作家講演会が開催された。2014年（平成26年）2月には歴史小説家の井沢元彦による作家講演会が開催され、同年6月には推理小説化の有栖川有栖による作家講演会が開催された。同年の日本図書館協会第100回記念大会では製本ボランティア団体「かがり」が感謝状を授与されている。
2015年（平成27年）2月には絵本作家の高畠純による絵本製作ワークショップが開催され、10月には小説家の瀬尾まいこによる作家講演会が開催された。同年11月には読み聞かせボランティアの「おはなし・みずぐるま」が緑綬褒章を受章している。2016年（平成28年）2月には絵本作家の宮西達也による作家講演会が開催された。同年11月には図書館ボランティア「音訳・みずぐるま」がボランティア功労者として厚生労働大臣表彰を受けている。2017年（平成29年）1月には小説家の谷村志穂による作家講演会が開催された。2016年からは隣接する東海市にある星城大学との連携講座を行っており、2017年5月20日と6月10日にはリハビリテーション学部の教員による認知症講座が開催された。
知多市は2016年10月に名鉄常滑線朝倉駅周辺の整備のあり方を考える検討会議を設立し、2017年8月には駅西側の私有地に図書館などが入る複合商業施設・ホテル・マンションを誘致する計画を提案した。知多市は2017年度内の基本構想策定と、2020年度（令和2年度）以降の事業着手を目指している。
2015年度（平成27年度）から2019年度（平成31年度）の5年間は引き続き株式会社図書館流通センターが指定管理者となった。

## 公民館図書室
| 知多市の公民館図書室 | 知多市の公民館図書室        | 知多市の公民館図書室          | 知多市の公民館図書室            |
|                      | 旭まちづくり センター図書室 | 東部まちづくり センター図書室 | 八幡コミュニティ センター図書室 |
| -------------------- | --------------------------- | ----------------------------- | ------------------------------- |
| 床面積               | 70m2                        | 44m2                          | 90m2                            |
| 蔵書数               | 9,344冊                     | 9,132冊                       | 11,674冊                        |
| 貸出数               | 11,014冊                    | 18,150冊                      | 8,094冊                         |

知多市は2017年（平成29年）4月に公民館をまちづくりセンターに改称しており、営利・宗教・政治目的での利用も可能とした。知多市には知多市立中央図書館のほかに、旭まちづくりセンター図書室（旭公民館図書室）、東部まちづくりセンター図書室（東部公民館図書室）、八幡まちづくりセンター図書室（八幡公民館図書室）の3つの公民館図書室がある。知多市中央図書館は知多市岡田にあるため、岡田まちづくりセンター（岡田公民館）には図書室が設けられていない。2020年（令和2年）10月には八幡まちづくりセンターが八幡コミュニティセンターに改称した。

### 旭まちづくりセンター図書室
知多市新舞子字大口46番地にある旭まちづくりセンター図書室の床面積は70m2であり、5台の閲覧机、20脚の閲覧席がある。2016年度末の旭公民館図書室の蔵書数は9,344冊、2016年度の旭公民館図書室の貸出数は11,014冊だった。

### 東部まちづくりセンター図書室
知多市八幡字南大平地51番地にある東部まちづくりセンター図書室の床面積は44m2であり、6台の閲覧机、36脚の閲覧席がある。2016年度末の東部公民館図書室の蔵書数は9,132冊、2016年度の東部公民館図書室の貸出数は18,150冊だった。

### 八幡コミュニティセンター図書室
知多市八幡字月山7番地にある八幡コミュニティセンター図書室の床面積は90m2であり、8台の閲覧机、48脚の閲覧席がある。2016年度末の八幡公民館図書室の蔵書数は11,674冊、2016年度の八幡公民館図書室の貸出数は8,094冊だった。八幡公民館図書室は1980年（昭和55年）の知多市立中央図書館開館まで知多市立八幡図書館という名称だった。

## 利用案内
| 知多市の図書館の利用案内 | 知多市の図書館の利用案内                                                                                              | 知多市の図書館の利用案内                                                                                              |
|                          | 知多市立中央図書館 | 公民館図書室 |
| ------------------------ | --- | --- |
| 開館時間                 | 9時-19時 | 8時30分-17時 |
| 休館日                   | 月曜日、毎月末日、年末年始、特別整理期間                                                                              | 月曜日、毎月末日、年末年始、特別整理期間                                                                              |
| 冊数・期間               | 図書は10点まで15日間、視聴覚資料は2点まで15日間                                                                       | 図書は10点まで15日間、視聴覚資料は2点まで15日間                                                                       |
| 貸出可能者               | 知多半島5市5町在住・在勤・在学者 ※知多市・東海市・常滑市・大府市・半田市・ 東浦町・阿久比町・武豊町・美浜町・南知多町 | 知多半島5市5町在住・在勤・在学者 ※知多市・東海市・常滑市・大府市・半田市・ 東浦町・阿久比町・武豊町・美浜町・南知多町 |

中央図書館で借りた図書を「まちづくりセンター図書室」に返却したり、「まちづくりセンター図書室」で借りた図書を中央図書館に返却することができる。中央図書館に所蔵されている図書を「まちづくりセンター図書室」で予約・貸出したり、「まちづくりセンター図書室」に所蔵されている図書を中央図書館で予約・貸出することができる。視覚障害者には無料で録音図書の郵送貸出を行っている。
中央図書館の参考図書室の一角には、知多郡岡田町出身の歴史学者であり知多市名誉市民である「竹内理三博士コーナー」が設置されている。竹内の遺族からの寄贈本1,968冊、雑誌製本134冊、図書373冊、計2,475冊を所蔵している。この中には1943年（昭和18年）から1992年（平成4年）の長期にわたって編集・刊行された『寧楽遺文』、『平安遺文』、『鎌倉遺文』（全57巻）などがある。

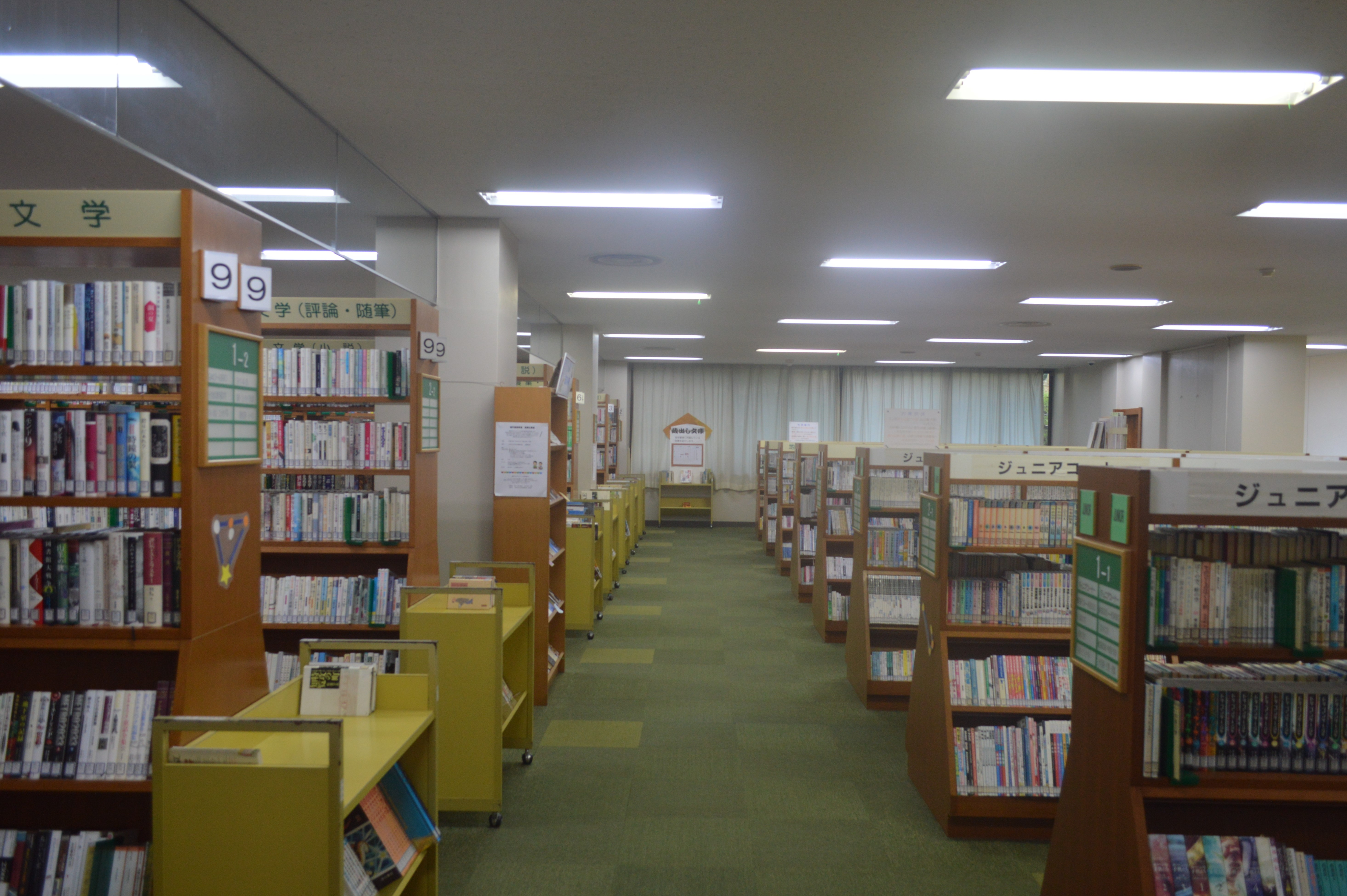
一般書の書架
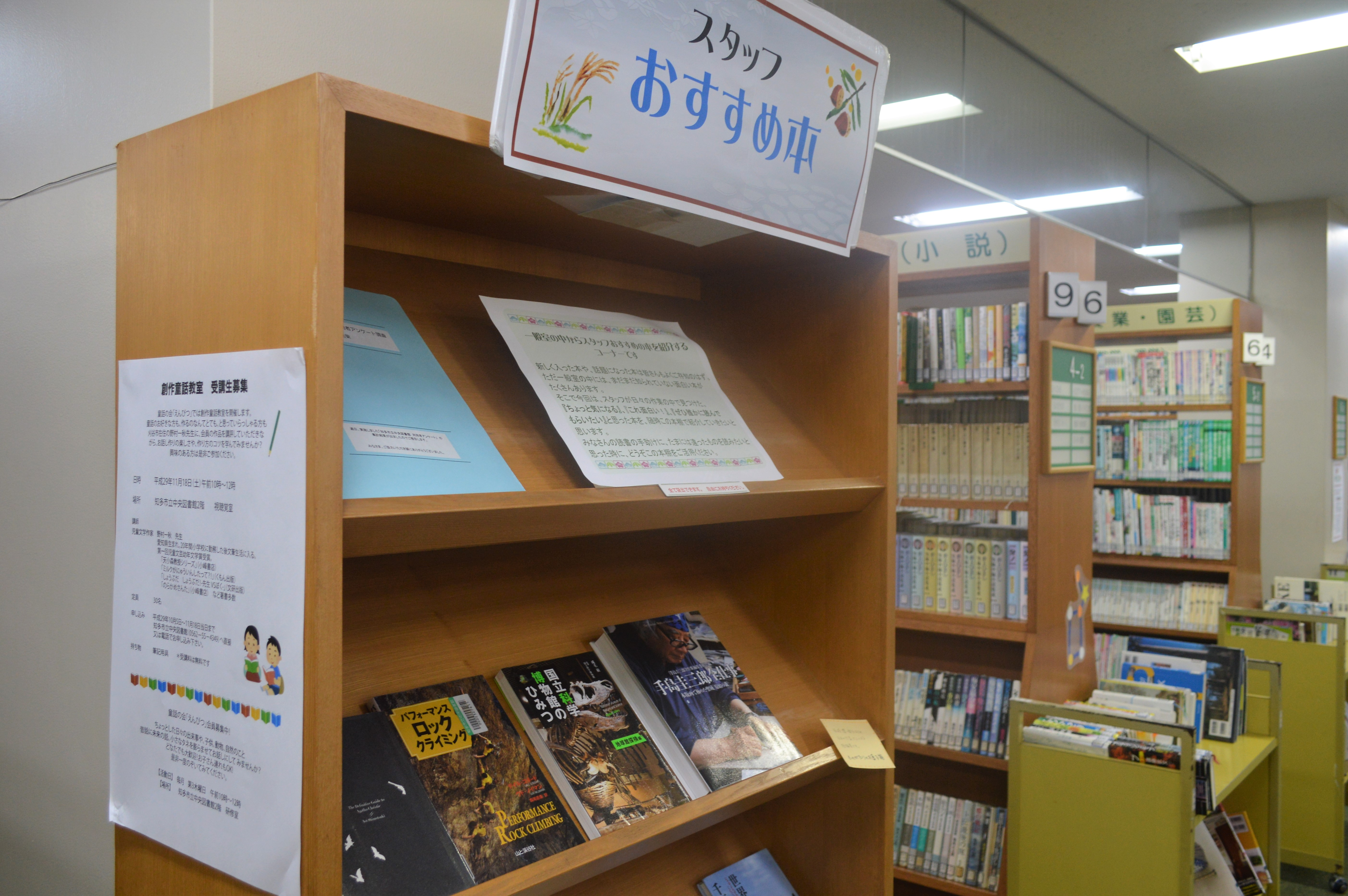
おすすめ本コーナー
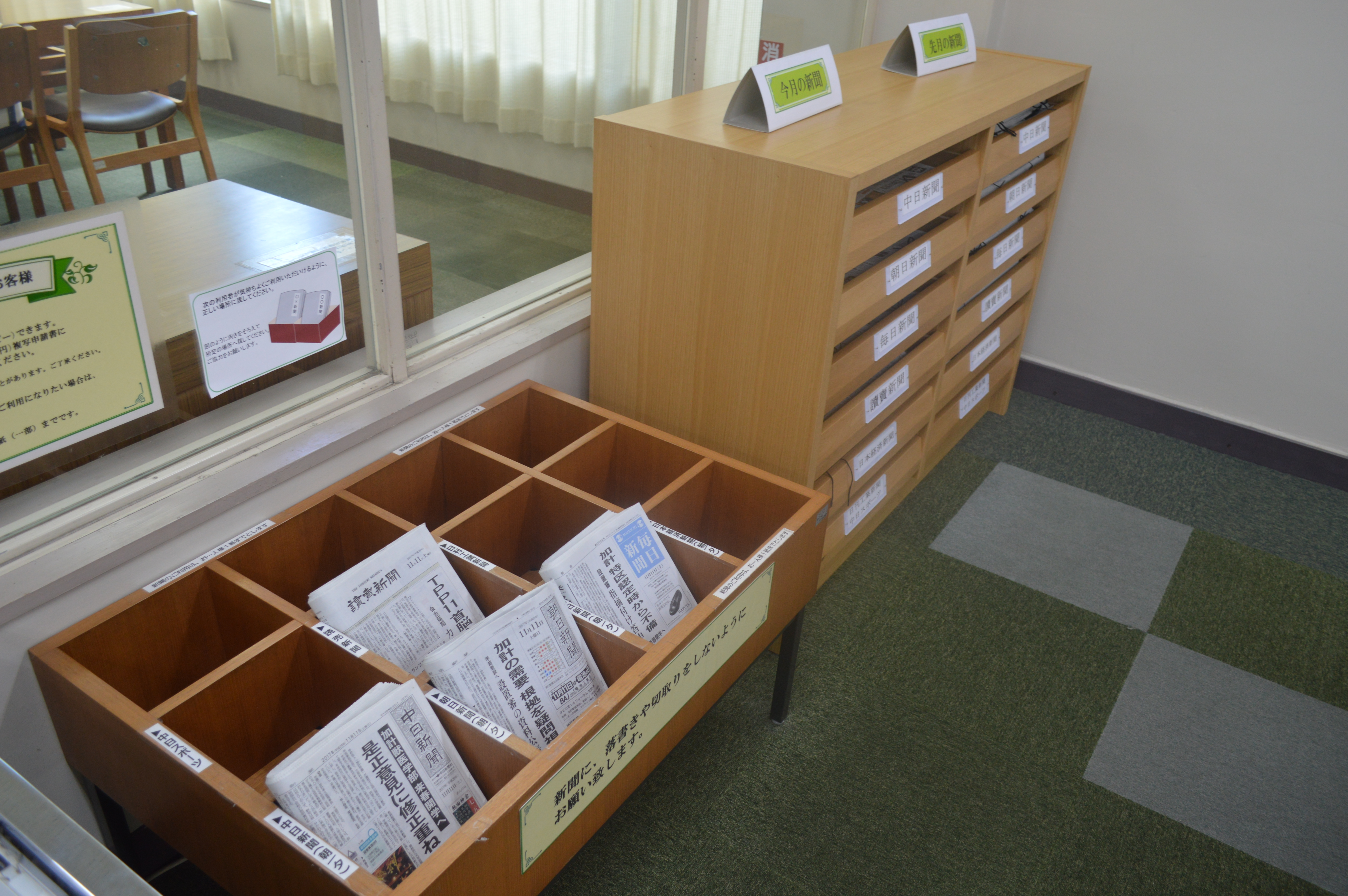
新聞コーナー
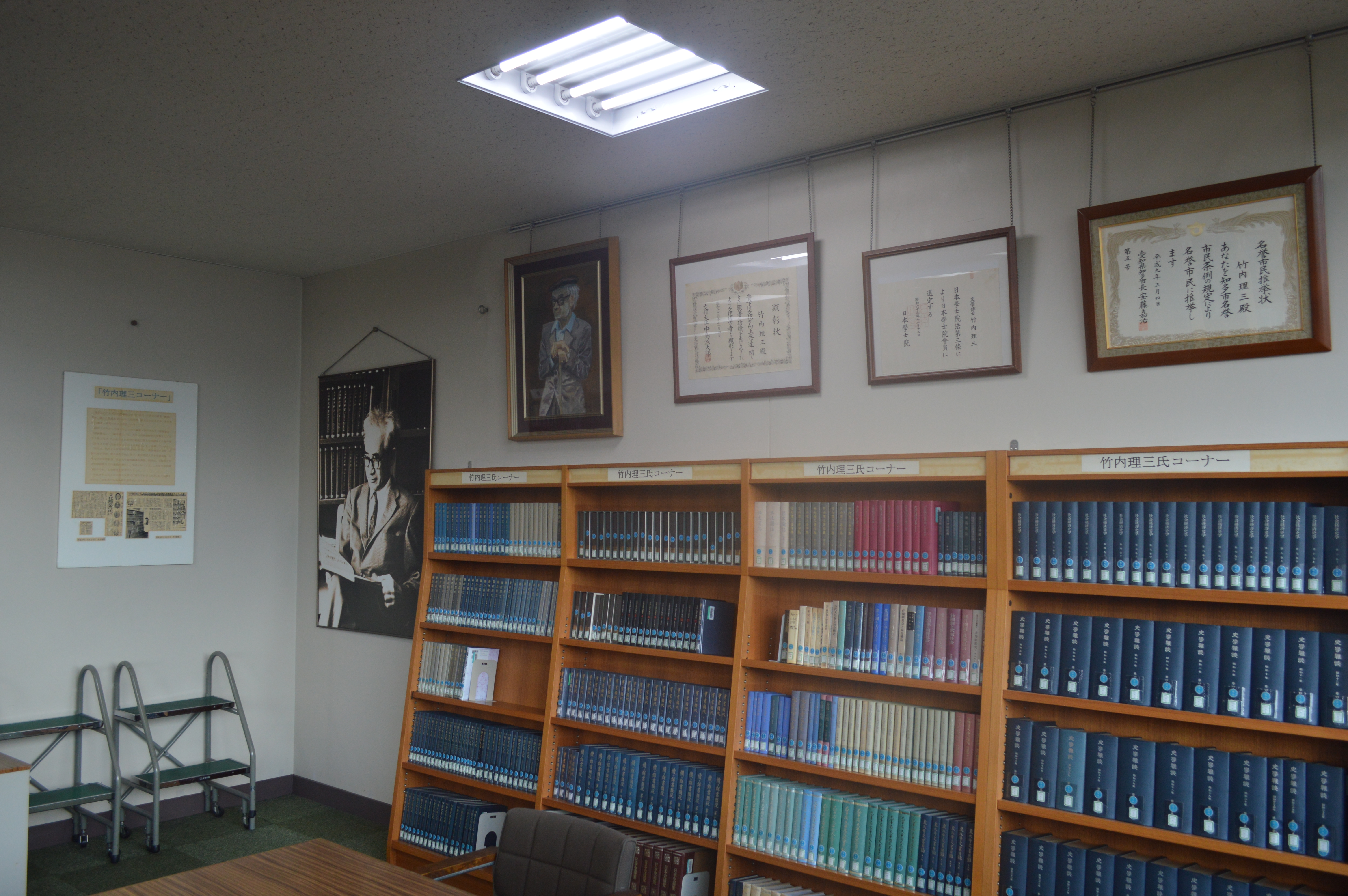
竹内理三博士コーナー
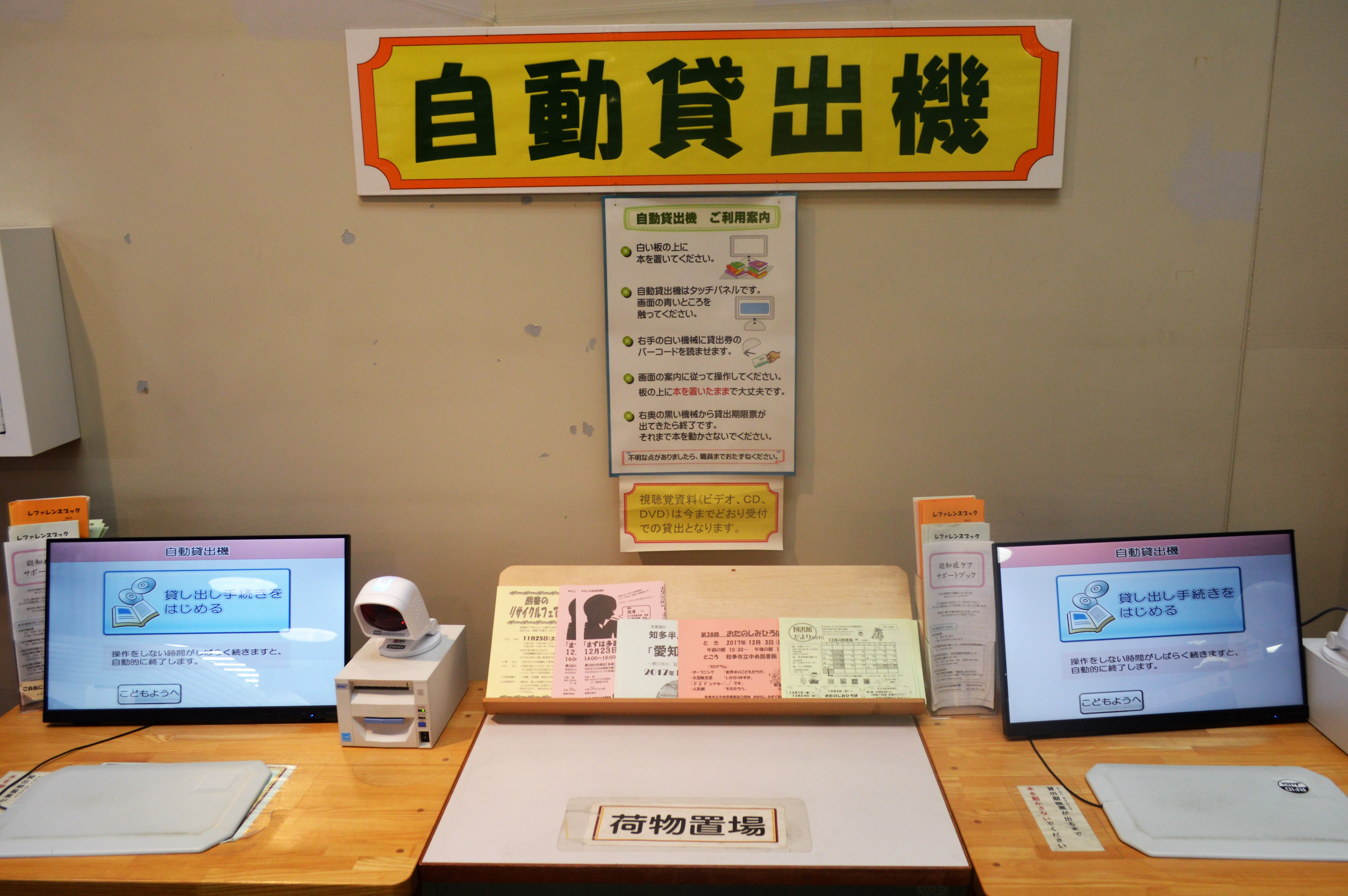
自動貸出機